# Praia da Costa (Sergipe)
A Praia da Costa, região metropolitana de Aracaju, é uma praia em Sergipe. Desde a construção da ponte entre Aracaju e Barra em 2006 a área recebe bastante movimento e cada instante aparecem novos condomínios ao redor da região, confirmando o crescimento imobiliário da cidade em que faz parte, a Barra dos Coqueiros.